# بلوک پیشرو سراسری هند

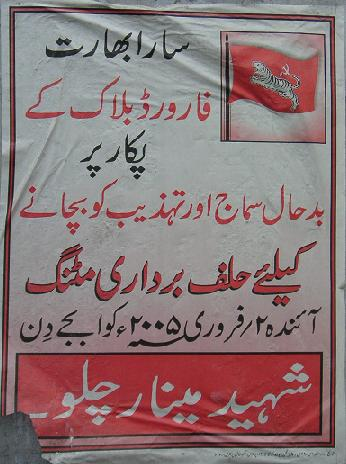
آگهی دعوت به گردهمایی از سوی بلوک پیشرو سراسری هند

بلوک پیشرو سراسری هند حزبی سیاسی ملی‌گرا درهند است.
این حزب را سوباس چاندرا بوز در سال ۱۹۳۹ ایجاد کرد.
دبیرکل حزب دبراتا بیسواس است. شاخه جوانان حزب اتحادیه سراسری جوانان هند است.
در انتخابات مجلس ۲۰۰۴ حزب ۱۳۶۵۰۵۵ رای (۰٫۲٪ ٫ ۳ کرسی) دریافت کرد.